# Hoya wibergiae
Hoya wibergiae är en oleanderväxtart som beskrevs av Kloppenb.. Hoya wibergiae ingår i släktet Hoya och familjen oleanderväxter. Inga underarter finns listade i Catalogue of Life.